# 고카이도

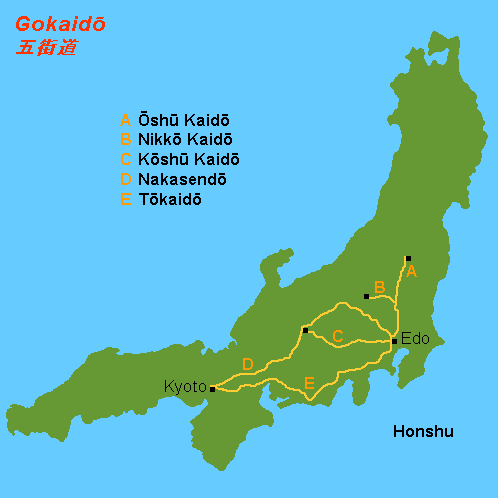
고카이도

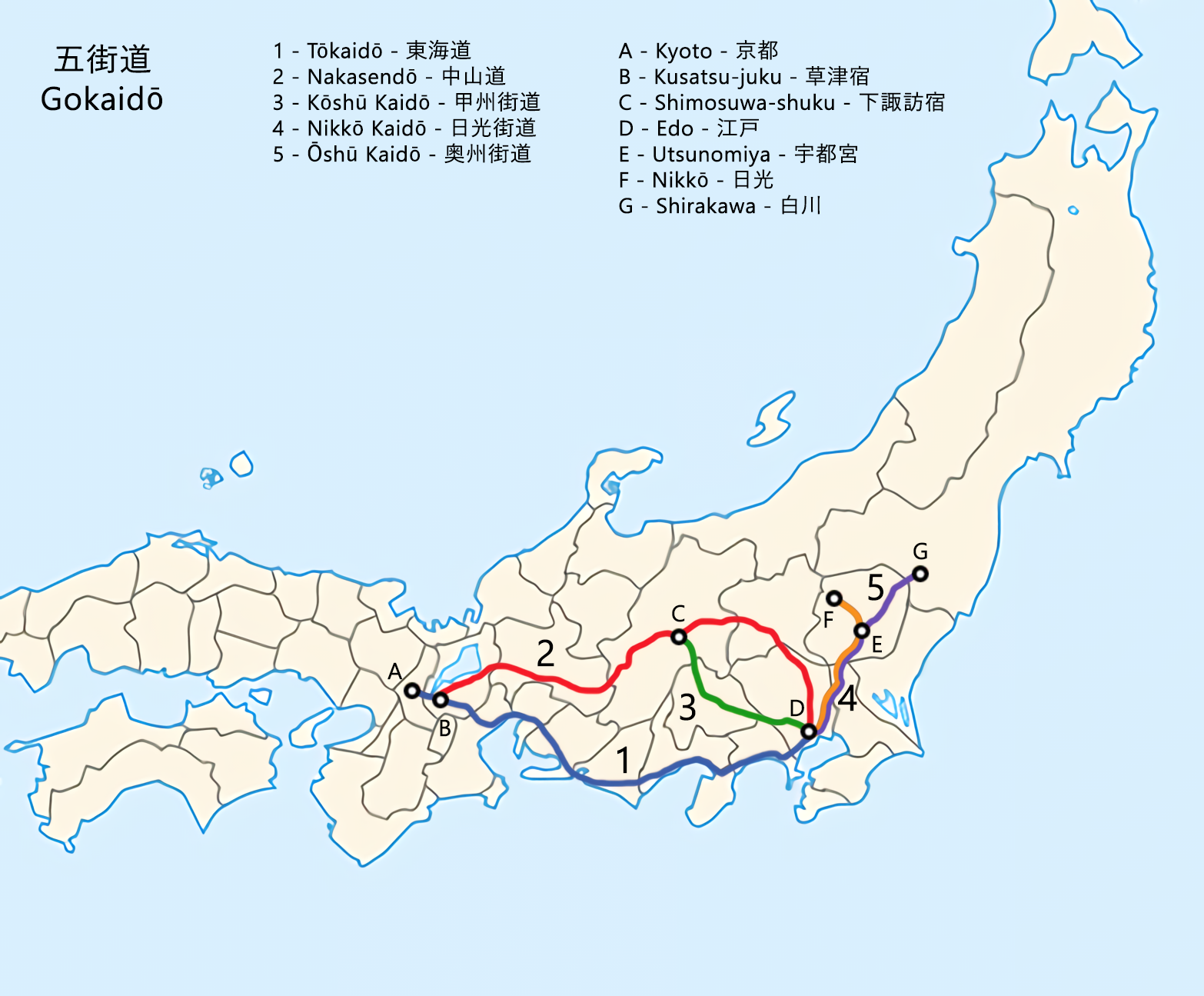
고카이도 지도

고카이도(일본어: 五街道)는 에도 시대에 에도(현재의 도쿄)를 기점으로 한 도카이도, 나카센도, 닛코 가도, 오슈 가도, 고슈 가도의 이 다섯개를 가리키는 육상 간선도로이다. 1601년 (게이초 6년)에 도쿠가와 이에야스가 전국 지배를 위해 에도와 각 지역을 연결하는 5개의 가도를 정비하기 시작하였고, 2대 쇼군 도쿠가와 히데타다 대에 이르러 기간 가도로 정해졌다.

## 고카이도
1601년 (게이초 6년), 세키가하라 전투에서 패권을 잡은 도쿠가와 이에야스는, 정치 지배력을 강화하기 위해 도로 제도의 개혁과 정비에 나섰고, 주인장에 의해 각 역참에 전령용 말의 상비를 의무화 하고, 도로 폭을 넓혀 역참을 정비하고, 이정표(이치리즈카)를 설치하는 등의 가도 정비를 착착 진행하여, 자갈이나 모래를 깔아 노면을 굳히거나 소나무 가로수를 심는 등의 일이 이루어졌다.
고카이도로서 정해진 것은 도쿠가와 막부 (에도 막부) 2대 쇼군 히데타다 대에 이르러서의 일로, 1604년 (게이초 9년)에 니혼바시를 고카이도의 기점으로 정하고, 막부 안녕을 위해 에도를 방어할 목적으로 가도의 길목에 세키쇼를 두고 통행하는 사람들을 단속하였다. 히데타다는 정치적, 군사적으로 중요한 5개 가도를 막부 직할로 하여, 1리 (약 4km)마다 이치리즈카를 세웠고, 가도를 따라 가로수를 심을 것을 명하였다. 가도는 도카이도, 닛코 가도 (닛코 도츄), 오슈 가도 (오슈 도츄), 나카센도, 고슈 가도 (고슈 도츄)의 순으로 정비되었다. 1659년 (만지 2년) 이후에는 새로 설치된 도중봉행의 관할하에 놓여졌다. 고카이도의 정식 명칭이 정해진 것은 1716년 (교호 원년)으로 추정된다.
남북으로 놓인 니혼바시에서는 남쪽으로는 도카이도와 고슈 가도가 중복되어, 현재의 경시청 앞 사쿠라다몬 교차로에서 갈라졌다. 니혼바시에서 북쪽으로는 오슈 가도, 닛코 가도, 나카센도가 중복해서 뻗어, 아사쿠사바시에서 오슈, 닛코 가도와 나카센도로 나뉘었다. 오슈 가도와 닛코 가도의 분기점은 좀 더 멀리 북쪽에 있어, 우츠노미야에서 나뉘었다. 고카이도의 제 1 역참인 시나가와주쿠, 나이토 신주쿠, 이타바시슈쿠, 센쥬슈쿠는 니혼바시에서 2리 (약 8km) 이내에 자리하고 있어, "에도4숙"이라 불려 에도의 현관이 되었다.
도카이도 (도카이도 53차)
1624년 (간에이 원년) 완성. 에도 니혼바시에서 오다와라, 슨푸, 하마마츠, 미야, 쿠와나, 쿠사츠를 거쳐, 교토 산죠오오바시까지의 53차 (약 500km). 에도 막부가 있는 에도에서 천황이 있는 교토까지의 시작점에서 종점까지의 55점을 잇는 길. 연장 노선에 해당하는 쿄카이도 (오사카 가도)의 4개 숙소도 포함하여 57차라고도 한다.
닛코 가도 (닛코 도츄)
1636년 (간에이 13년) 경 완성. 니혼바시부터 센쥬, 우츠노미야, 이마이치를 거쳐 닛코까지의 21차.
오슈 가도 (오슈 도츄)
1646년 (쇼호 3년) 완성. 니혼바시부터 우츠노미야까지 닛코 가도 (중복 구간)를 거쳐 우츠노미야에서 무츠, 시라카와까지의 27차. 니혼바시에서 우츠노미야까지의 17슈쿠는 닛코 가도와 중복된다. 하코다테에 이르는 연장 노선이 있다.
나카센도 (나카센도 69차)
1694년 (겐로쿠 7년) 완성. 中仙道도 표기한다 (발음은 동일). 에도 막부가 있는 니혼바시부터 다카사키, 시모스와, 키소로의 츠마고를 거쳐, 쿠사츠까지 67차. 쿠사츠, 오오츠의 2슈쿠를 포함해 천황이 있는 교토까지의 69차라고도 한다.
고슈 가도 (고슈 도츄)
1772년 (메이와 9년) 완성. 니혼바시부터 나이토신주쿠, 하치오지, 코후를 거쳐 시모스와로 나카센도와 합류하는 43차.
에도 시대의 도카이도, 닛코 가도, 오슈 가도, 나카센도, 고슈 가도를 합한 5개 가도의 총연장 길이는, 에도 막부 말기의 5개 가도 실태 조사 자료인 『宿村大概帳』의 집계로부터 379리 27정 31간 (1493.5km) 이었다고 여겨진다.

## 같이 보기
- 오기칠도
- 가도 (도로)